# カンデイア
カンデイア（ブラジルポルトガル語：Candeia 本名：Antônio Candeia Filho, アントニオ・カンデイア・フィーリョ、1935-1978）は、ブラジルのサンバミュージシャンである。
リオデジャネイロ市のオズヴァルド・クルスに生まれ育った。15歳でこの地区にあるエスコーラ・ジ・サンバ・ポルテーラのメンバーとなった。1953年に彼が作曲したサンバ・エンヘードがポルテーラの代表曲となった。以降5回にわたって彼の曲がポルテーラのエンヘードとして取り上げられた。
しかし、1970年代に入ってリオのカーニバルが商業化され、また黒人の貧民層から白人の中産階級へと移り変わってくるとポルテーラを始めとする各エスコーラが地域コミュニティーのあるべき姿を見失っていった。この現状を憂いたカンデイアは、1975年にポルテーラを離脱して、黒人文化の伝統を掲げる「キロンボ」というエスコーラを新しく立ち上げた。このエスコーラには同じポルテーラの仲間であるパウリーニョ・ダ・ヴィオラやモナルコなどが参加した。以降、サンバミュージシャンとして多くの曲を作った。またジョンゴ、マルレレー、カシャンブーといったアフリカ伝来のリズム・音楽をよく表現した。本職が警察官であったが、1965年にある争いの巻き添えによって銃弾を受け、後遺症が元で下半身付随となり、それが原因で1978年11月に亡くなった。48歳。